# Арон Яакобішвілі
Арон Яакобішвілі (груз. აარონ იაკობიშვილი; івр. ארון יעקובישווילי; 6 березня 2006) — угорський професійний футболіст, який нині виступає на позиції воротаря за «Барселону» Б.

## Раннє життя
Яакобішвілі народився в Будапешті, Угорщина, в сім'ї грузинського єврея; його батько народився в Грузії й має подвійне грузинсько-ізраїльське громадянство, а мати — угорка. Його старший брат, Антал, теж футболіст, і зараз грає за іспанський клуб «Жирона».

## Клубна кар'єра
Яакобішвілі приєднався до місцевої команди «Бараті Борлабда» (Baráti Bőrlabda) в шестирічному віці у 2012 році, а через два роки перейшов до «Ангьялфолді Спортішкола» (Angyalföldi Sportiskola). Він провів сезон у складі будапештського «МТК», потім переїхав до Іспанії у 2017 році після того, як його мати отримала роботу в Барселоні. Після прибуття до Іспанії він провів короткий період в аматорському клубі «Атлетік Сан-Хуст», а наступного року був запрошений на триденні випробування до «Барселони», де перейшов до клубу, вразивши тренерів.
Пройшовши навчання в академії «Барселони» «Ла Масія», він підписав свій перший професійний контракт з клубом у лютому 2022 року. У березні того ж року він тренувався з першою командою «Барселони». 11 жовтня 2023 року англійська газета The Guardian назвала його одним з найкращих футболістів 2006 року народження у світі.
Вперше він був включений до основного складу команди 25 листопада 2023 року на гру Ла Ліги проти Райо Вальєкано. 27 вересня 2024 року Яакобішвілі дебютував у складі резервної команди «Барселона Атлетік» у матчі третього дивізіону Primera Federación проти «Таразони».

## Міжнародна кар'єра
Яакобішвілі виступав за Угорщину на молодіжному міжнародному рівні. У червні 2023 року ізраїльське спортивне журналістське видання Sport 5 повідомило, що Якобішвілі та його брат намагалися отримати ізраїльське громадянство, щоб представляти країну на міжнародному рівні. Однак їхній агент Аттіла Георгі спростував ці чутки, заявивши, що брати є угорцями й що вони хочуть представляти Угорщину на міжнародному рівні.